# Síndrome de Char
El Síndrome de Char es una condición genética  autosómica dominante infrecuente el cual se caracteriza por una combinación/trío de dismorfismos faciales, defectos del corazón congénitos, y anomalías del dedo meñique.

## Signos y síntomas
Las personas con este síndrome comparten los mismos síntomas usuales, estos suelen ser:
- Faciales: Aplanamiento de los pómulos y del puente nasal, punta de la nariz plana y ancha, blefaroptosis (parpados constantemente caídos), fisuras palpebrales que se inclinan hacia abajo. Otros rasgos incluyen el filtrum corto, boca en forma de triángulo, y labios gruesos.

- Cardiacos: Defecto ductus arteriosus persistente (conexión abnormal del ductus arteriosus con la aorta y la arteria pulmonar.

- Manos: Falange media del dedo meñique pequeña o ausente (braquidactilia tipo A3)

## Complicaciones
Aunque los dismorfismos faciales y la anormalidad de los dedos meñiques no suelen causar complicaciones de salud, el defecto cardíaco asociado con esta condición si las tiene:
Si la conexión entre el ductus arteriosus no es tratada, causa problemas en los infantes que la padecen, tales como la respiración rápida, dificultades a la hora de comer, aumento de peso lento, y un riesgo de infecciones más elevado. En casos severos de la misma anomalía cardíaca, se puede presentar un paro cardíaco.

## Genética
Esta condición es causada por mutaciones en el gen TFAP2B las cuales son heredadas siguiendo un patrón autosómico dominante, lo cual quiere decir que si uno de los padres tiene una copia del gen mutado, hay una probabilidad del 50% de que el niño la herede, cuando esta cierta variante genética termina siendo heredada, el rasgo va a ser expresado. Un dato importante que no tiene que no debe dejarse desapercibido es el hecho de que esta condición no siempre es hereditaria, debido a que hay casos en los que no se hereda de ninguno de los padres, sino que más bien es el resultado de una mutación espontánea (de novo)
Este gen produce una proteína llamada "transcription factor AP-2β, la cual se adhiere a regiones específicas del ADN y ayuda a controlar la actividad molecular de ciertos genes, los cuales generalmente están involucrados en el desarrollo antenatal, la proteína parece ser vital para la formación normal de la cara, corazón, y extremidades. Las mutaciones en este gen asociadas con el síndrome de Char alteran la estructura de la proteína transcription factor AP-2β, y por ende, su funcionalidad normal, el efecto que dan las mutaciones en el gen generalmente son diferentes, debido a que algunas no dejan que la proteína se adhiera al ADN, mientras que otras simplemente no dejan que pueda monitorear y regular la actividad de otros genes. Es esta pérdida-de-función en la proteína que causa el desarrollo antenatal anormal de las partes del cuerpo afectadas por el Síndrome de Char.
Para ser más específicos, las mutaciones en el dominio de unión al ADN de la proteína TFAP2B causan la presencia de todos los síntomas asociados con el Síndrome de Char, mientras que las mutaciones ubicadas en el dominio de transactivación de la misma están asociadas con la presencia de ductus arteriosus persistente, dismorfismos faciales leves, y ninguna anomalía de dedo meñique.

## Tratamiento
La anomalía que más atención requiere en este conjunto de síntomas es el defecto del ductus arteriosus persistente, tiene varios tratamientos, estos incluyen:
- El uso de medicación (aunque funciona solamente para bebes prematuros)
- Cirugía correctiva
- Procedimiento Catheter

Los defectos del dedo meñique y dismorfismos faciales, como ya se había mencionado antes, no causan problemas de salud, pero si pueden causar inseguridad en las personas con tales síntomas, especialmente los de la cara, los cuales pueden terminar en problemas de salud mental asociados con tal inseguridad social constante o incluso, si ocurre, del bullying, si esto ocurre, se recomienda terapia para poder lidiar con estos sentimientos apropiadamente. 
Si la braquidactilia tipo A3 (falange media del dedo meñique corta) termina en curvatura del dedo mismo (clinodactilia), y si se desea, se puede realizar un procedimiento de osteotomía en cuña de apertura de falange para la misma anomalía física.

## Diagnóstico
El diagnóstico se puede hacer por medio del examen del trío del grupo de síntomas y pruebas genéticas/secuencia del gen TFAP2B.

## Prevalencia
Según OrphaNet, alrededor de 100 casos de 13 familias alrededor del mundo han sido descritas en la literatura médica.
Según información de OMIM, alrededor de 50 y 70 casos han sido descritos en literatura médica.

## Historia
Esta condición fue descubierta en junio de 1993, cuando H R Davidson et al. describió a 9 miembros pertenecientes de una familia grande proveniente del Reino Unido con ductus arteriosus persistente y dismorfismos faciales, los cuales incluían frente alta y prominente y nariz corta con punta ancha y aplanada.
En el año 2000, M Satoda et al. descubrió la causa molecular genética del Síndrome de Char cuando analizó el genoma de 2 familias con Síndrome de Char.